# Chuột nhảy gerbil
Chuột nhảy gerbil, tên khoa học Gerbillinae, là một phân họ động vật có vú nhỏ thuộc bộ Gặm nhấm. Phân họ Chuột nhảy bao hàm 110 loài sống ở Châu Phi, Ấn Độ và Châu Á, bao hàm các loài chuột cát và các loài thuộc chi meriones; tất cả chúng đều có thể thích nghi với kiểu khí hậu khô hạn. Phần lớn chúng là động vật hoạt động tích cực vào ban ngày và nghỉ ngơi vào ban đêm (một số loài - bao hàm loài chuột nhảy thuần hóa - lại hoạt động vào ban đêm), và phần lớn chúng cũng là động vật ăn tạp.
Cái tên "gerbil" bắt nguồn từ cái tên jerboa, cả hai đều mang nghĩa là "chuột nhảy" dù jerboa và gerbil thuộc hai họ khác nhau và chúng chỉ sống trong cùng một kiểu môi trường sinh thái.
Loài chuột nhảy Mông Cổ, Meriones unguiculatus, còn có tên là Chuột nhảy mang vuốt, là một loài chuột nhảy khỏe mạnh, hiền lành và là một vật nuôi thông dụng. Nó được mang từ Trung Hoa sang Pháp vào thế kỷ 19 và sau đó trở thành một thú nuôi thông dụng. Sau đó nó được mang đến Hoa Kỳ vào năm 1954 bởi Dr. Victor Schwentker để nghiên cứu.
Chuột nhảy có chiều dài cơ thể tính từ đầu tới chóp đuôi là từ 15 đến 30 phân (6 - 12 inch), trong đó độ dài đuôi chiếm một nửa giá trị này. Loài chuột nhảy Lớn Rhombomys opimus - có nguồn gốc từ Turkmenistan - thì có thể dài đến 40 phân (16 inch). Cân nặng trung bình của một con chuột nhảy trưởng thành là 2,5ounce.

## Tập tính và hành vi

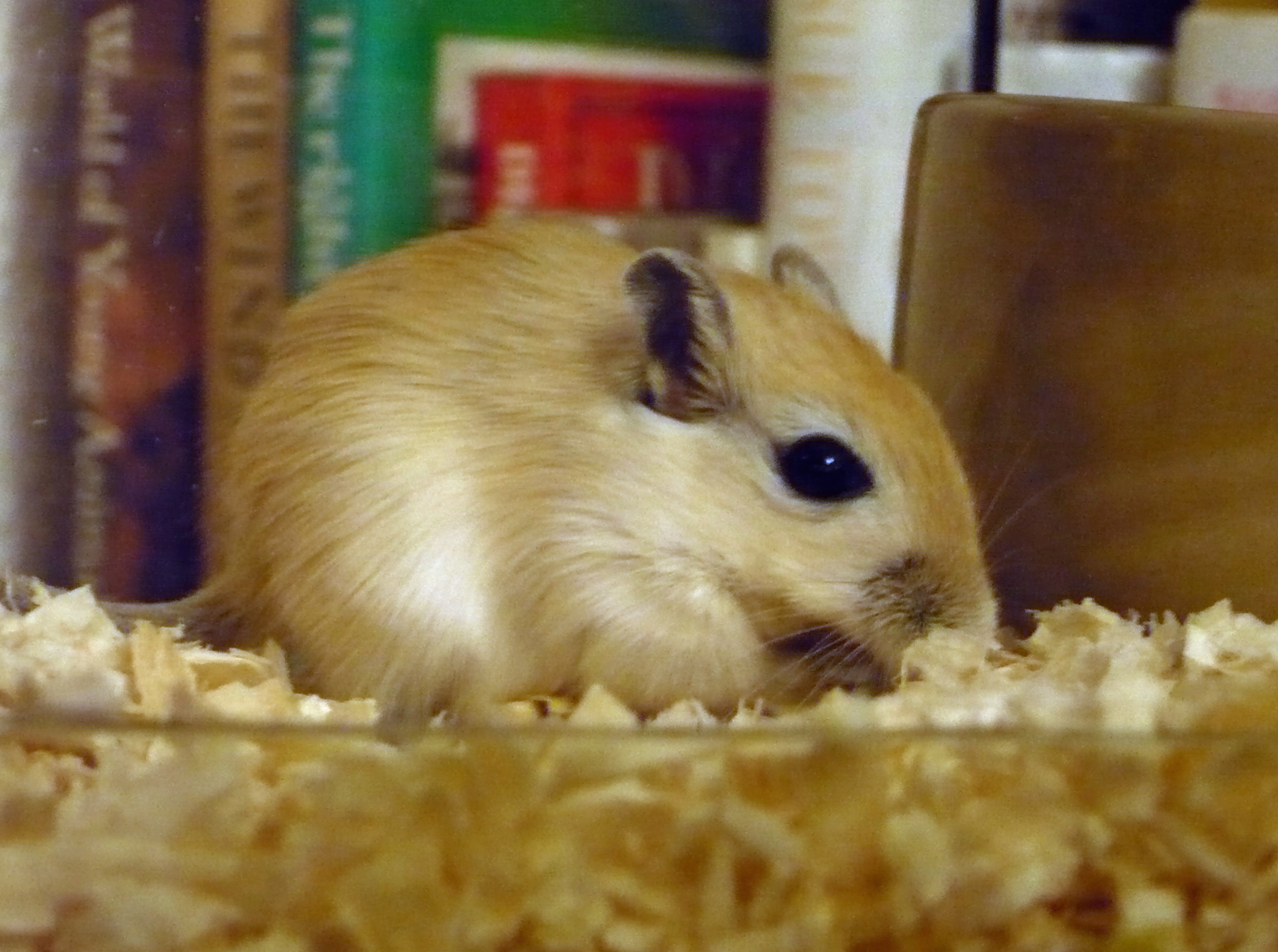
Một con chuột nhảy con đang ăn.

Chuột nhảy là loài động vật xã hội, sống thành bầy đàn trong tự nhiên. Nó dựa vào thính giác để nhận diện các thành viên khác trong bầy đàn, và chúng sẽ tấn công và thường giết chết những đồng loại mang mùi "lạ". Đó là lý do tại sao khi đem một thành viên "lạ" vào một bầy chuột nhảy, người ta thường phải sử dụng phương pháp "chia thùng chứa".